# ایوت کلارک
ایوت داین کلارک (به انگلیسی: Yvette D. Clarke) نمایندهٔ حوزه انتخابیه نهم نیویورک از حزب دموکرات ایالات متحده آمریکا در مجلس نمایندگان ایالات متحده آمریکا است که برای نخستین‌بار در ۸ ژانویه ۲۰۰۷ میلادی به‌عضویت این مجلس درآمد.